# 뾰족도마뱀붙이
뾰족도마뱀붙이(Heteronotia binoei )는 프리클리 게코(prickly gecko), 비노 게코(Bynoe's gecko)라고 불리며, 오스트레일리아에 고유한 도마뱀붙이류의 일종이다. 오스트레일리아에서 서식지를 제일 가리지 않는 도마뱀붙이류 중 하나이며, 호주의 대부분의 지역에서 자연적으로 서식하고, 퍼스의 도시 구역 따위의 자연적으로 서식하지 않는 곳에서도 자리를 잡았다. 몸뚱이는 짙은 갈색에서 불그스름한 갈색 사이의 색깔을 띄며, 서식하는 지면의 색깔에 따라 달라진다. 등을 따라 짙은 테두리를 두른 밝은 가로줄무늬가 불규칙하게 나있다.
뾰족은 단위생식으로 번식한다고 알려진 소수의 척추동물 종 중 하나다.
대부분의 도마뱀붙이류처럼 잘 발달된 발성 화음을 바탕으로 다양한 소리로 짖을 수 있다.

## 어원
종명 binoei는 찰스 다윈과 함께 HMS 비글에 해군 외과의로서 승선한 영국의 박물학자 벤자민 비노(Benjamin Bynoe, 1804-1865)를 기린 것이다.

## 형태
뾰족은 꼬리까지 11–12 cm (4.3–4.7 in) 에 이르는, 가늘고 꼬리가 긴 도마뱀붙이류이다. 겉보기에는 거칠게 생겼지만 막상 만져보면 부드러운 작은 비늘로 덮여있다. 발가락은 가늘고 끝에는 튼튼한 발톱이 달려있지만, 대부분의 도마뱀붙이류와는 달리 신축성 있는 빨판은 달려있지 않다. 큰 머리에는 큰 눈이 달려있으며, 눈꺼풀은 없지만 대신 눈이 투명한 비늘로 덮여있다. 눈을 깔끔하게 유지하기 위해 혓바닥으로 진흙과 먼지를 닦아낸다. 몸뚱이는 등을 따라 뾰족한 작은 돌기들로 뒤덮여있어서 뾰족도마뱀붙이(prickly gecko)라는 이름이 붙었다. 체색은 노란색, 크림색, 베이지색, 검은색, 흰색 중의 색깔을, 대개 두 가지 이상 띈다. 줄무늬, 반점무늬가 몸을 뒤덮을 수도 있다. 보통 관자놀이에, 안각을 따라서 검은 줄무늬가 나있다는 흰색이며 보통 짙은 갈색 반점이 살짝 나있다.

## 분포
뾰족은 호주 내륙의 오스트레일리아 수도 준주를 제외한 모든 주에서 발견된다. 호주에 고유하지만, 남동쪽, 남서쪽의 습한 지역에서는 발견되지 않는다. 서해안의 수많은 섬들에서도 서식하며, 배로섬에서는 많은 수가 살아간다.

## 서식
뾰족은 오스트레일리아 전역의 다양한 서식지에서 살아간다. 주로 건조하고 탁 트인 삼림지대(en:woodland), 초원지대(en:grassland), 손상된 서식지에서 발견된다. 열대우림, 중부 사막, 해안가의 사구에서도 발견된다. 지표면에서 살아가는 종으로서, 이파리, 나무줄기, 그루터기, 바위, 흰개미언덕, 나무 밑동의 느슨해진 나무껍질, 동물이 파둔 땅굴(en:burrow) 따위의 지표면에 존재하는 모든 곳에서 발견된다. 인공적으로 만들어진 곳에서도 은신하는 것이 발견되었다. 게다가 뾰족은 호주의 대부분의 건조한 지역에서 제일 흔한 파충류 중 하나다.

## 번식
호주에서는 뾰족은 7월과 11월 사이가 이상적인 번식 환경인 것으로 밝혀졌다. 1-3살 쯤에 성적으로 성숙하며, 암컷은 9월에서 1월 사이에 두 개의 알을 낳는다. 암컷은 1년에 한 번 산란한다. 알은 막 낳았을 때는 껍질이 말랑말랑하지만 공기에 노출되면 경화되고 취성을 띠게 된다. 알은 보통 바위 밑, 동물이 파둔 땅굴 안, 혹은 나무줄기 안에 놓여진다. 배로섬(:en:Barrow Island (Western Australia))의 암컷들은 단위생식(en:parthenogenesis)으로 번식하는데, 이는 수컷들이 수정하지 않고도 배아가 발달하고 성장하는 무성생식의 한 형태이다. 처녀생식은 척추동물에서는 거의 볼 수 없는 방식으로, 처녀생식을 하는 도마뱀붙이류는 뾰족 말고는 매끈비늘도마뱀붙이 정도다.

## 식성
뾰족은 주로 밤에 활동적이다. 은신처를 떠나서 밤 내내 나방, 메뚜기 따위의 다양한 무척추동물을 사냥한다. 잎더미나 탁 트인 공간을 오가며 사냥하며 때때로 먹이를 찾기 위해 나무나 바위를 오른다.

## 보전
대부분의 도마뱀붙이류가 그렇듯이 수많은 포식자들이 뾰족을 노리고 있다. 뾰족은 방해받으면 재빠르게 달아날 수 있지만, 그럼에도 더 큰 도마뱀 같은 다양한 포식자들의 공격에 취약하다.

## 참고 문헌
- Boulenger GA (1885). Catalogue of the Lizards in the British Museum (Natural History). Second Edition. Volume I. Geckonidæ ... London: Trustees of the British Museum (Natural History). (Taylor and Francis, Printers). xii + 436 pp. + Plates I-XXXII. ("Heteronota [sic] binoei ", pp. 74–75).
- Gray JE (1845). Catalogue of the Specimens of Lizards in the Collection of the British Museum. London: Trustees of the British Museum. (Edward Newman, printer). xxviii + 289 pp. ("Heteronota [sic] Binoei ", new species, p. 174).